# Тургунбоев, Азиз Муродуллаевич
Азизбек Муродуллаевич Тургунбаев (узб. Azizbek Murodullayevich Turg'unboyev, Azizbek Murodulla o'g'li Turg'unboyev; род. 1 октября 1994, Наманган) — узбекистанский футболист, вингер клуба «Сивасспор» и национальной сборной Узбекистана.

## Карьера
Выступал за молодёжную сборную Узбекистана. С 2018 года член национальной сборной Узбекистана. Дебютный матч в национальной сборной сыграл 19 мая 2018 года в товарищеском матче против сборной Ирана. Также играл в составе сборной Узбекистана в товарищеском матче против сборной Уругвая 8 июня того же года. Забил гол в матче против Таиланда 30 января 2024 года.

## Достижения
Пахтакор
- Чемпион Узбекистана (3): 2021, 2022, 2023
- Обладатель Суперкубка Узбекистана (2): 2021, 2022

Личные
- Узбекистон ифтихори (6 июня 2025 года) — за большой вклад в развитие и широкую популяризацию спорта в нашей стране, утверждение здорового образа жизни в обществе, проявленные истинное мужество и стойкость, образец высокого профессионализма и целеустремленности в отборочных турнирах среди сильнейших команд Азии по футболу и впервые в истории нашей Родины завоевание путёвки на чемпионат мира, ставшее большой победой, активное участие в деле приумножения славы Нового Узбекистана в мировом масштабе, воспитания молодого поколения в духе любви к Родине, национальной гордости и патриотизма[3]